# Ixodes acutitarsus
Ixodes acutitarsus är en fästingart som beskrevs av Karsch 1880. Ixodes acutitarsus ingår i släktet Ixodes och familjen hårda fästingar. Inga underarter finns listade i Catalogue of Life.